# Real Men
Pour plus de détails, voir Fiche technique et Distribution.
Real Men est un film américain réalisé par Dennis Feldman, sorti en 1987.

## Fiche technique
- Titre : Real Men
- Réalisation : Dennis Feldman
- Scénario : Dennis Feldman
- Production : Martin Bregman et Louis A. Stroller
- Musique : Miles Goodman
- Photographie : John A. Alonzo
- Pays d'origine : États-Unis
- Format : Couleurs - Dolby
- Genre : Comédie, science-fiction
- Durée : 87 minutes
- Date de sortie : 1987

## Distribution
- James Belushi : Nick Pirandello
- John Ritter : Bob Wilson
- Barbara Barrie : Mom Pirandello
- Bill Morey : Millard Cunard
- Isa Jank : Dolly
- Gail Barle : Sherry
- Mark Herrier : Bradshaw
- Charles Walker : Mahoney
- Dyanne Thorne : Dad Pirandello
- James LeGros : Buddy MacGruder
- Hardy Rawls : Flic